# Keirin

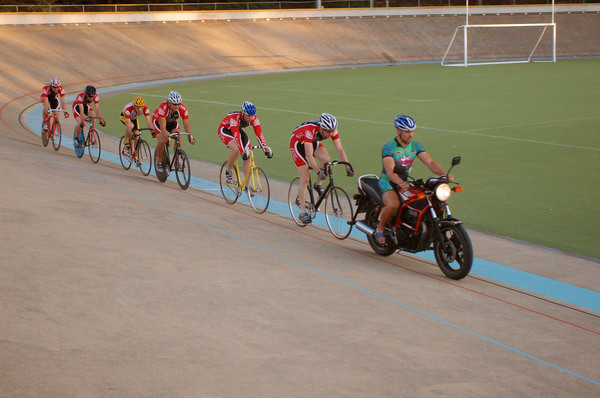
Závod v keirinu - jezdci následují vodiče

Keirin (japonsky: ケイリン) je disciplína dráhové cyklistiky původem z Japonska. Jezdci nejprve absolvují několik kol za vodičem (tzv. "dernou", jedoucím obvykle na elektrokole, malém motocyklu či mopedu), následuje sprint do cíle.

## Historie
Keirin vznikl v Japonsku kolem roku 1948 jako sport vhodný pro sázení. Disciplína je od roku 1980 součástí MS v dráhové cyklistice a od roku 2000 i součástí letních olympijských her.

## Závod
Závod v keirinu se jezdí obvykle na vzdálenost 2 km (8 kol na 250 m okruhu, 6 kol na 333 m okruhu nebo 5 kol na 400 m okruhu). Jezdci se seřadí za vodiče v předem určeném pořadí (daném losem) a následují jej předepsaný počet kol. Vodič obvykle začíná na rychlosti 25 km/h, kterou postupně zvyšuje až na 50 km/h. Dráhu opouští zhruba 600 až 700 m před cílem. Následuje sprint jezdců do cíle, při kterém závodníci dosahují rychlostí kolem 70 km/h.
V olympijském závodě či na MS obvykle startuje šest cyklistů, v japonských závodech obvykle devět cyklistů.